# Jak domácí
Jak domácí (Bos mutus f. grunniensis) je domestikovaná forma jaka divokého. Domestikován byl ve východním Pamíru a na Tibetské náhorní plošině patrně již v 1. století před naším letopočtem.

## Popis
Oproti svému divokému předkovi je domácí jak mnohem menší. Jeho hmotnost u býků nepřesahuje 500 kg a u krav 250 kg, výška v kohoutku dosahuje 140–170 cm. Rozdíly ve velikosti mezi býky a kravami nejsou tak velké jako u divokého jaka. Rohy jsou dlouhé až 1 m, ale mnohem tenčí než u divokého jaka, a občas se objeví i bezrozí jedinci. Většina jaků domácích má červenohnědou až černou barvu srsti, stejně jako divoký jak, ale vyskytují se i jaci bílí, strakatí nebo tmaví s bílou lysinou a nohama. Na rozdíl od domácího skotu jak nebučí, ale spíše jen brumlá a chrochtá.
Jaci jsou adaptováni na život ve vysokohorském prostředí (mají například vysoce výhřevnou a tepelně izolující srst) a vyskytují se běžně až do nadmořských výšek kolem 5500 m n. m.

## Využití
Jak domácí je pro svoji nenáročnost a otužilost v horských oblastech Asie naprosto nepostradatelným pomocníkem. Jeho využití je široké. Slouží jako jezdecké zvíře, jako soumar je schopen nést v obtížném horském terénu až 150 kg zátěže, používá se i v zápřahu k obdělávání polí. Jak je pro obyvatele Tibetu mnohostranně využitelný, nejen že nahrazuje lidskou sílu, včetně nošení zavazadel turistům při cestách na Everest, ale chová se pro vlnu, maso, mléko, ale také pro jeho trus. Trus jaka je pro obyvatelé Tibetu důležitý, slouží k zateplování domů (jačí trus se usuší na plátky, které se poté pokládají na dům) a jako topivo do kamen. Tibeťané a Nepálci pořádají jačí dostihy a jačí zápasy. Z jačího mléka vyrábí trvanlivý sýr a máslo, které má význam jako potravina (přidává se i do zeleného čaje) i při rituálech, kdy se z něj vyrábí votivní sošky, mandaly a spaluje se v olejových lampičkách.

### Vlna
Jačí vlna byla využívána kočovníky v Himálaji k výrobě oblečení, stanů, provazů a přikrývek. V současnosti má toto vlákno potenciál při použití ve výrobě luxusního oblečení. Vlna jaka v některých parametrech předčí ovčí vlnu. Je teplejší než merino, měkkostí se vyrovná kašmíru a díky svým antibakteriálním vlastnostem redukuje tělesný pach.

### Křížení
Jak bývá v Tibetu a v Nepálu někdy křížen s domácím skotem a se zebu. Kříženci se nazývají dzo, mají kratší srst než jaci a nevadí jim teplé klima v horských údolích. Jsou také silnější. Býci jsou neplodní a mají mírný temperament, takže je lze použít k práci i nekastrované, krávy jsou často plodné a kříží se s jačími i domácími býky.

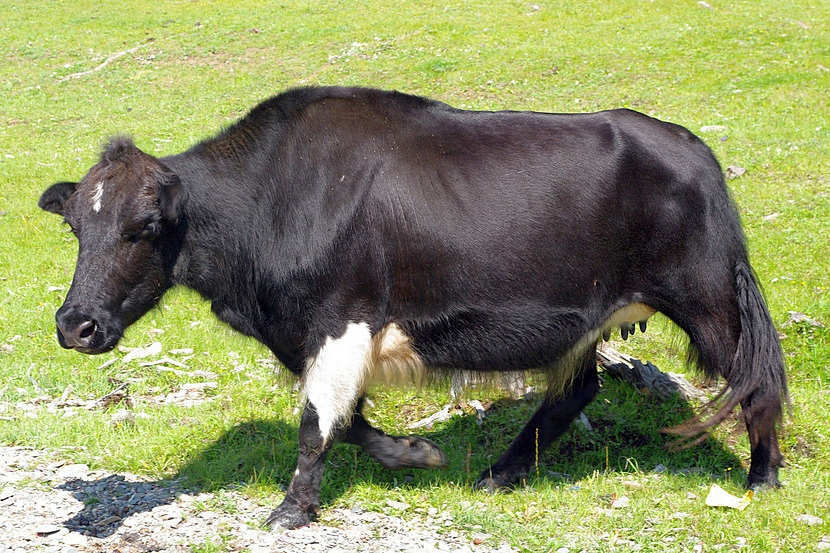
Dzo - křízenec jaka a domácího skotu

## Výskyt
Jak domácí je chován už od starověku v horských oblastech Asie od Kyrgyzstánu, Tádžikistánu, Mongolska, a jižní Sibiře po Tibet, Čínu, Nepál, Bhútán a Ladak. Od poloviny 20. stol se jaci v malém množství chovají i ve švýcarských a rakouských Alpách. Nyní se jak chová i v České republice u několika soukromých chovatelů,a jejich hospodářský význam je zde tedy minimální. Ochranáři z ČSOP LIbosváry využívají 50 ks jaků domácích k péči o biologicky cenná území v Českém lese.

## Jak domácí v českých zoo
Jaky (pouze domácí) v Česku chová Zoo Brno, Zoo Tábor, Zoopark Chomutov a Zoopark Vyškov. Historicky byl k vidění i v mnoha dalších, v roce 2020 se k chovu vrátila Zoo Plzeň a chováni jsou i v Zoo Ostrava. Na Slovensku je chová Zoo Košice a Zoo Spišská Nová Ves.